# Sikorsky H-19
Sikorsky H-19 Chickasaw, známý také pod rozšířeným označením Sikorsky S-55, je víceúčelový užitkový vrtulník střední hmotnostní kategorie s třílistým nosným rotorem a dvoulistým tlačným vyrovnávacím rotorem. Nejvíce se stroje H-19 uplatnily ve službách armády Spojených států amerických a v letectvu Spojených států amerických. Hlavním výrobcem strojů byla americká společnost Sikorsky Aircraft Corporation, ale v licenční výrobě je produkovaly také další společnosti, například britský výrobce Westland Aircraft. Americkým námořnictvem a americkou pobřežní stráží byly zpočátku označovány jako HO4S, zatímco varianty americké námořní pěchoty nesly označení HRS. V roce 1962 byly všechny verze přeznačeny na H-19 podle vrtulníků americké armády a letectva.

## Historie a vývoj

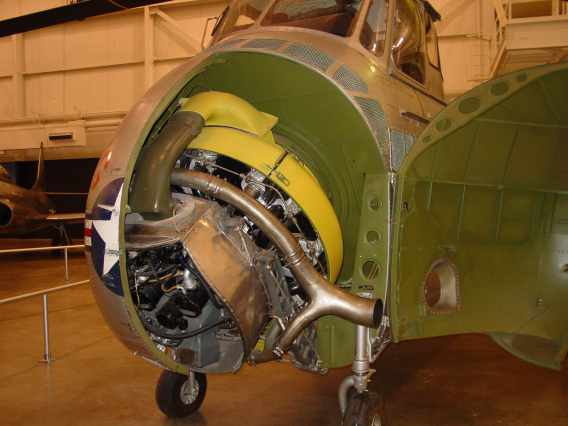
Uložení motoru v přídi vrtulníku H-19

První let vrtulníku Sikorsky H-19 proběhl 10. listopadu 1949 a v roce 1950 započala jejich výroba. Hlavní výrobce strojů, americká společnost Sikorsky Aircraft Corporation, vyrobil více než 1000 kusů, ale dalších více než 500 kusů vzniklo v licenční výrobě v zahraničí. Mezi držiteli licence na zahraniční výrobu byla britská společnost Westland Aircraft, jejichž vrtulník byl produkován pod názvem Westland Whirlwind, dále francouzský letecký výrobce SNCASE a japonská společnost Mitsubishi.
Kromě Spojených států amerických létaly vrtulníky H-19 například ve službách Portugalska, Řecka, Izraele, Chile, Jihoafrické republiky, Dánska nebo Turecka.
V roce 1954 testovalo americké námořnictvo úpravu vrtulníku, která spočívala v doplnění přídavné palivové nádrže přímo nad hlavní rotor. Listy hlavního rotoru byly od rotorové hlavy až po konec opatřeny vstřikovacími tryskami, které umožňovaly zvýšit výkon rotoru. Úprava měla sloužit pro provoz vrtulníků ve zvýšených teplotách, ve vysokých nadmořských výškách nebo při přetížení nákladem přes hodnotu maximální vzletové hmotnosti. Palivo umožňovalo provoz za těchto podmínek po dobu sedmi minut.
Vrtulníky Sikorsky H-19 Chickasaw se staly prvními významnými americkými vrtulníky, které byly určené pro transport. Během Korejské války byly od počátku roku 1951 nasazeny v bojových podmínkách jako neozbrojené transportní vrtulníky. Zde sloužily především pro zdravotnickou evakuaci vojáků, pro taktické řízení nebo jako logistická podpora. Za těchto podmínek se osvědčily a předčily tak své předchůdce Sikorsky H-5 Dragonfly.
V roce 1951 získalo letectvo Spojených států amerických 50 kusů H-19, jež sloužily pro záchranné účely. Tyto stroje byly primárně určeny právě pro zdravotnickou evakuaci v bojových podmínkách korejské války. Vrtulníky byly využívány také v průběhu 60. let a následně obdrželo letectvo dalších 270 kusů ve verzi H-19B.
Francie využívala vrtulníky Sikorsky H-19 společně se stroji Piasecki H-21 a licenčně vyráběnými stroji Sikorsky H-34 při ozbrojených střetech v Alžírsku. Vrtulníky se ukázaly jako vhodný dopravní prostředek pro rychlý transport vojenských komand. V roce 1956 experimentovali Francouzi s výzbrojí strojů H-19, ta se ale příliš neujala a vrtulníky byly následně nahrazeny vyzbrojenými stroji Piasecki H-21 a Sikorsky H-34. Původně byly osazeny kulometem ráže 20 mm, dvěma raketomety, dvěma kulomety ráže 12,7 mm a lehkým kulometem ráže 7,5 mm pro palbu z oken. Výzbroj byla však pro vrtulníky příliš těžká. Několik strojů H-19 sloužilo také v oblasti Indočíny pro transport raněných.
Vrtulníky Sikorsky H-19 Chickasaw byly nasazeny také několik prvních dnů války ve Vietnamu, ale později byly ve službě nahrazeny stroji Sikorsky H-34 Choctaw, jež konstrukčně vycházejí právě z vrtulníků H-19.
Úspěchy strojů H-19 vedly v Sovětském svazu v roce 1951 k vývoji strojů Mil Mi-4, které jsou vrtulníkům H-19 konstrukčně podobné.

## Varianty

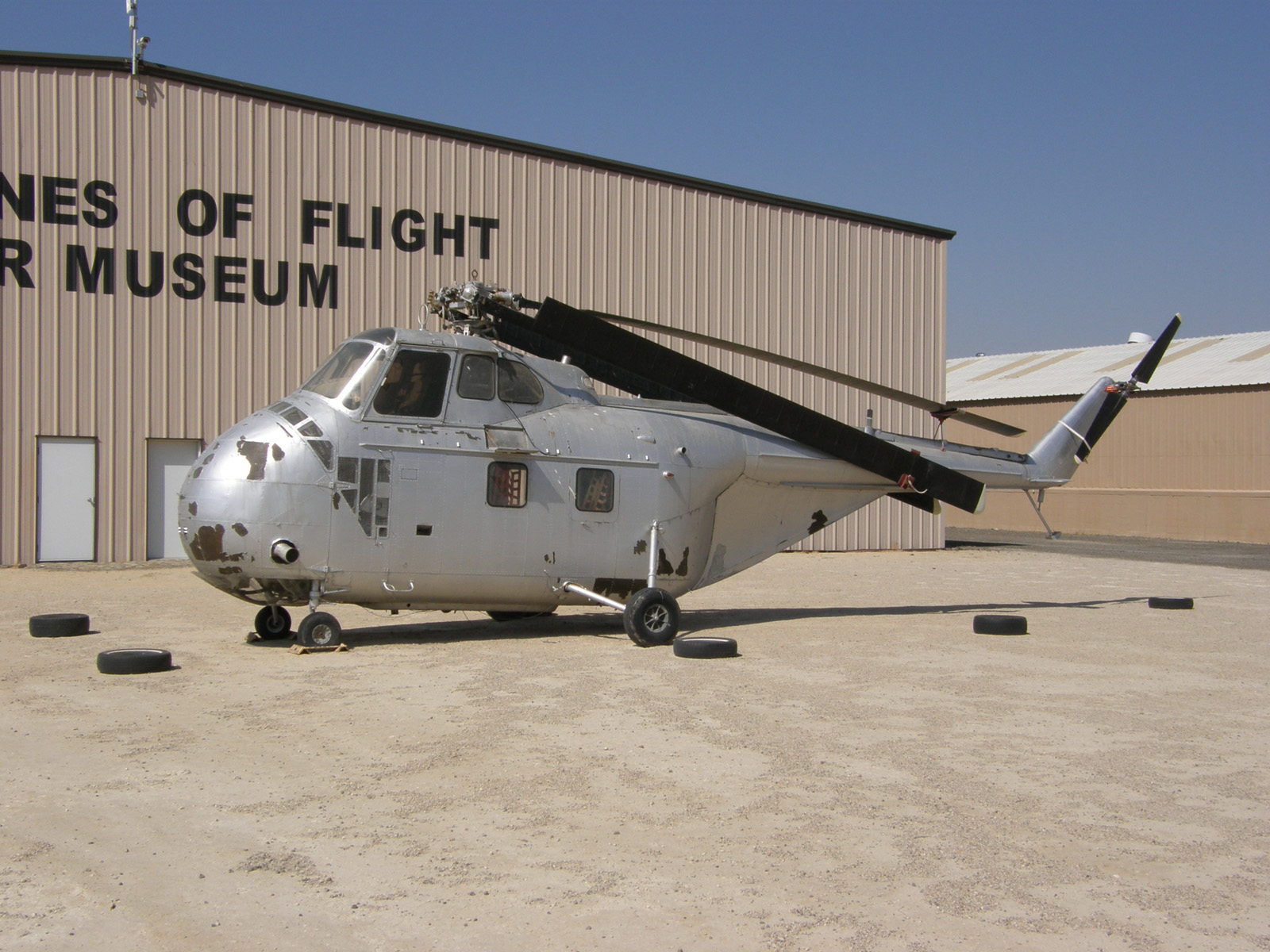
Verze UH-19B v leteckém muzeu v Kalifornii

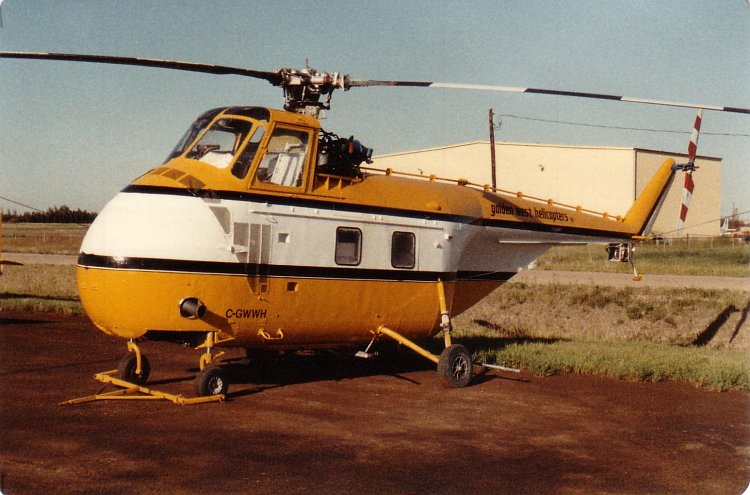
Verze S-55 v roce 1985

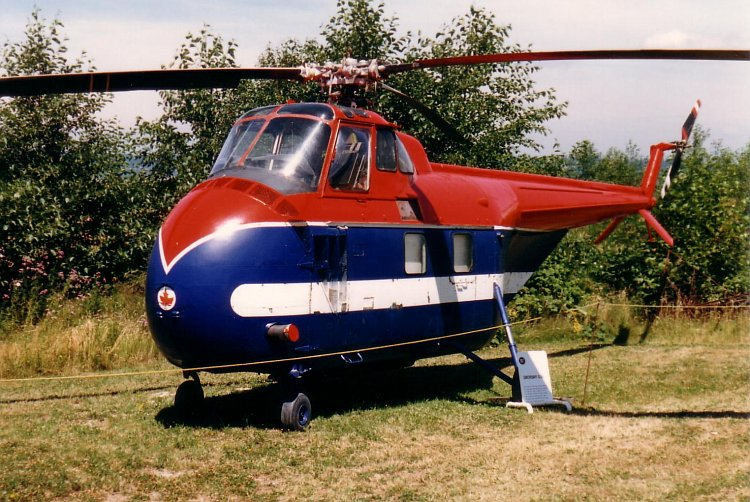
Sikorsky UH-19 v barvách kanadského letectva

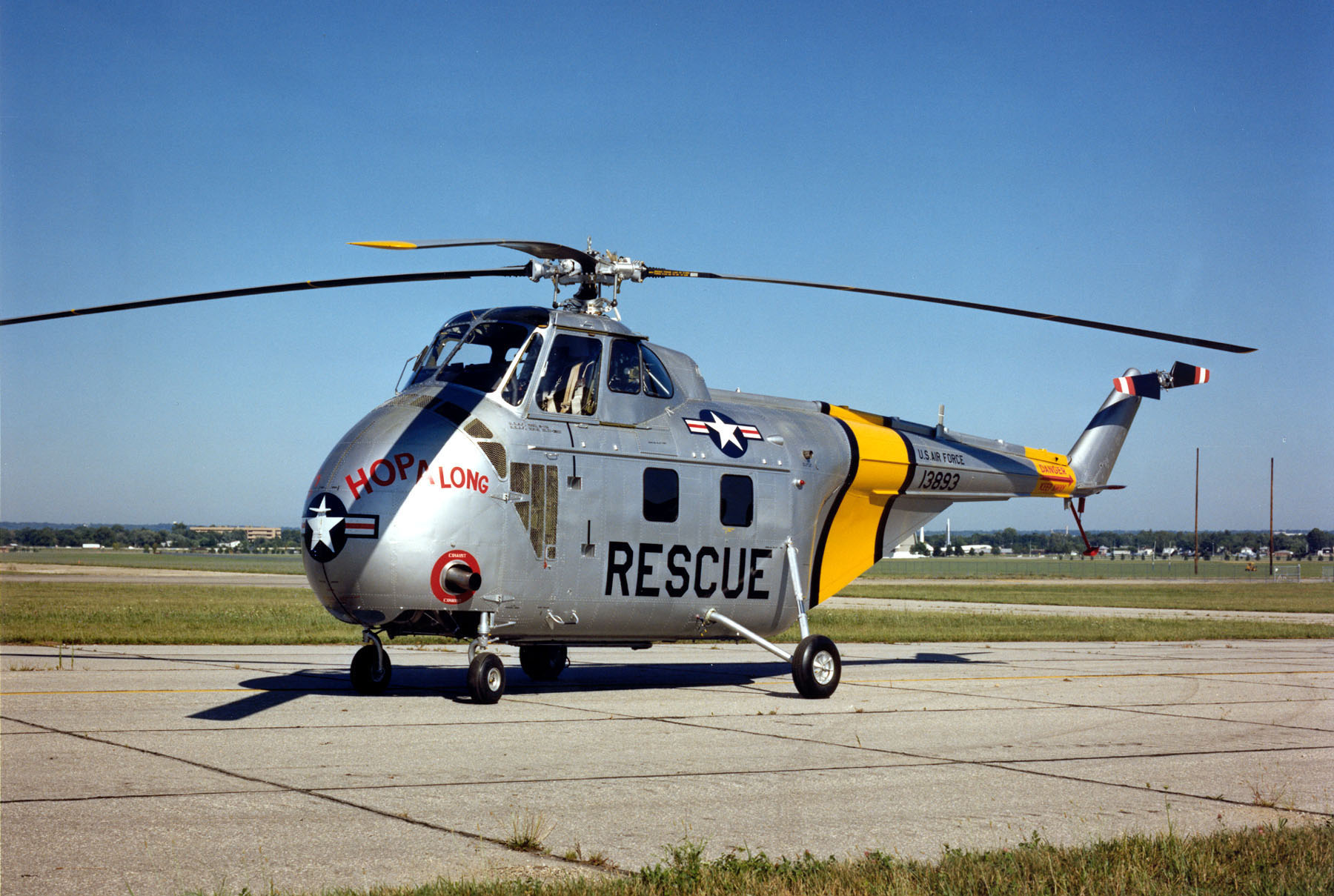
Verze UH-19B v záchranném provedení

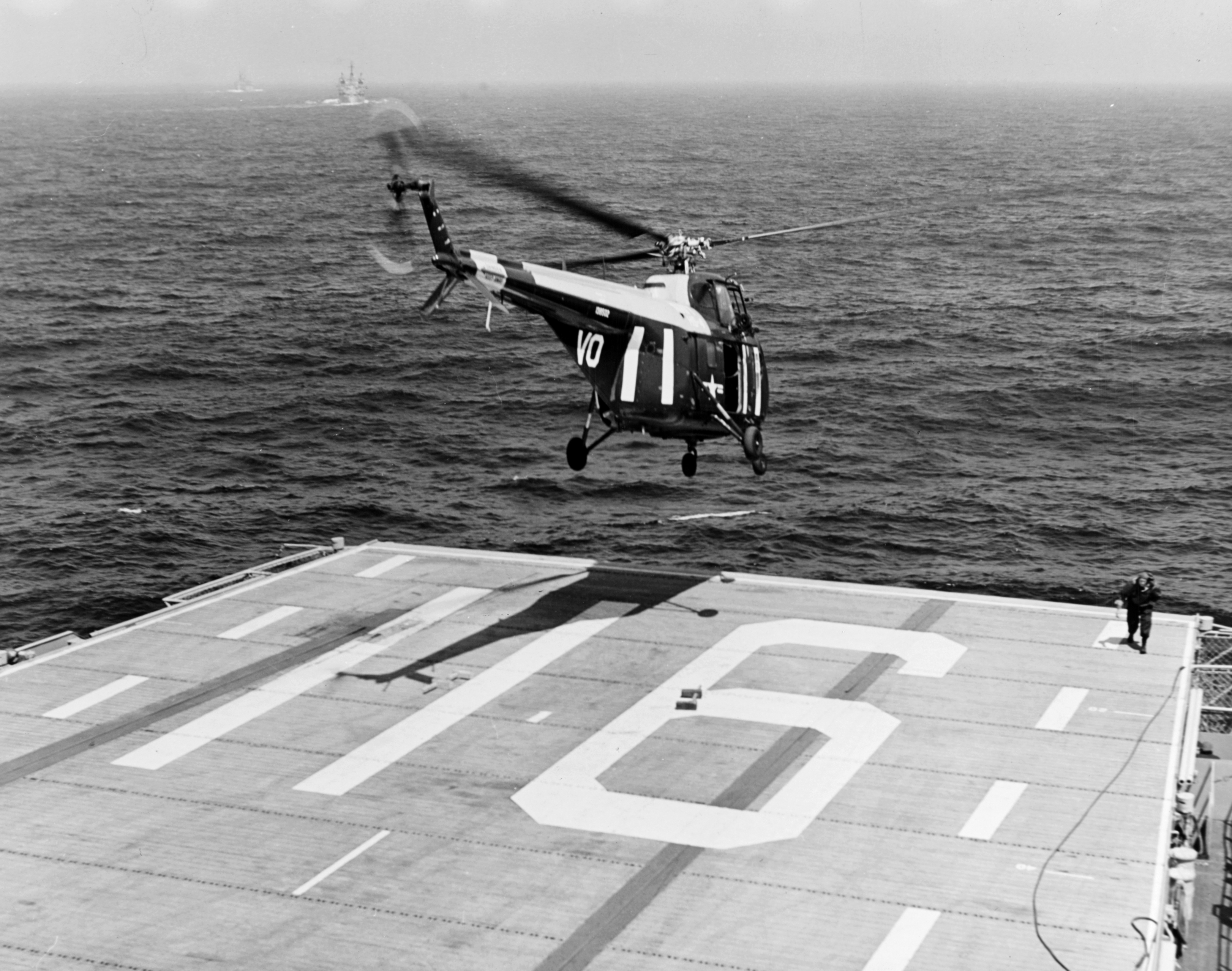
Námořní verze HO4S startuje z paluby letadlové lodi, rok 1954

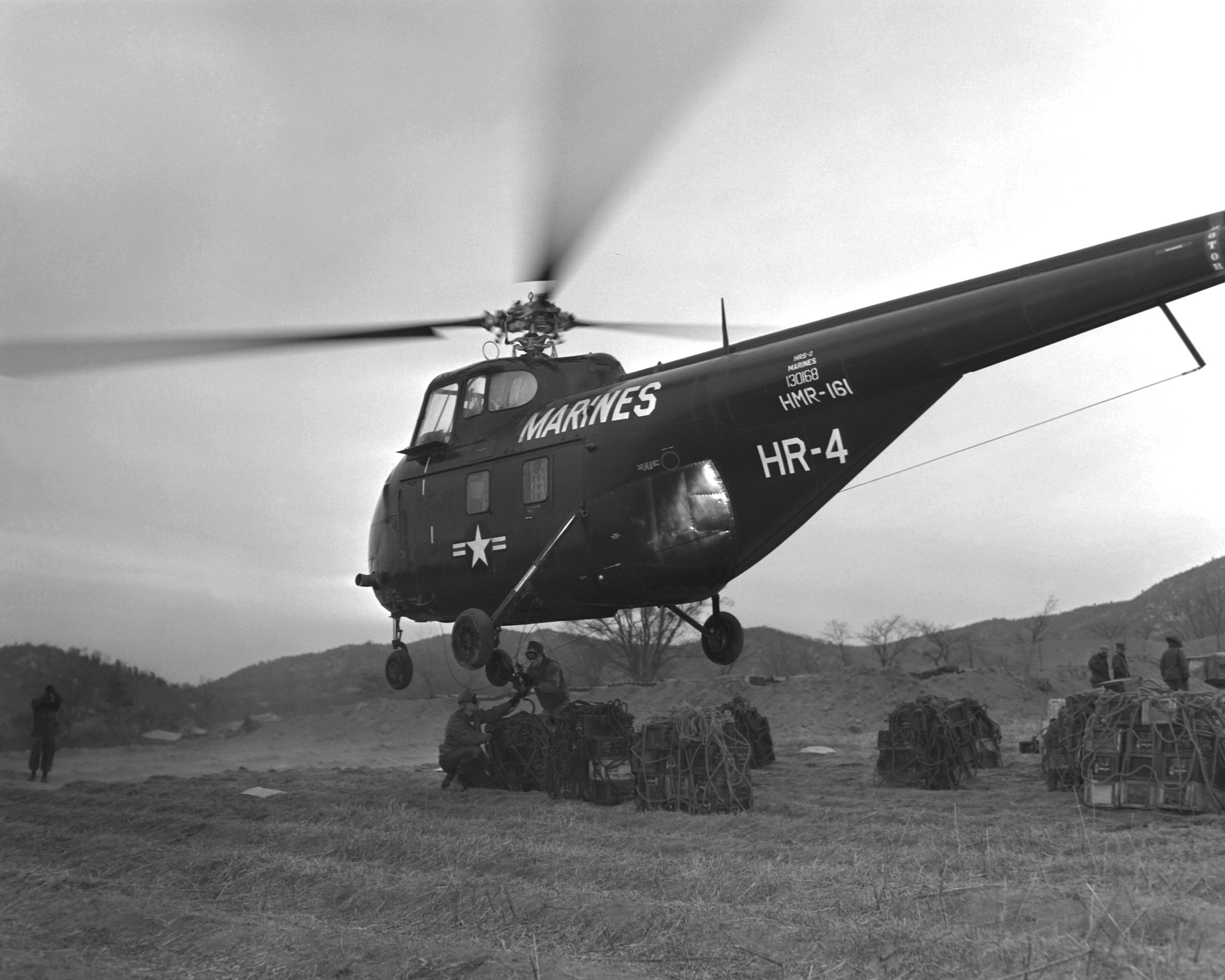
Varianta HRS-2 v roce 1953 v Koreji

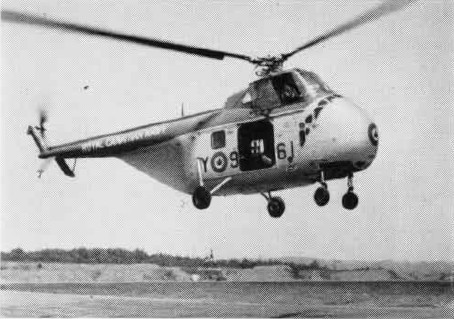
Verze HO4S kanadského námořnictva

YH-19
Prvních pět kusů S-55 určených pro zkoušky.
H-19A
Verze pro americké letectvo poháněná motorem Pratt & Whitney R-1340-57 o výkonu 472 kW. Stroje získaly v roce 1962 označení H-19A. Vyrobeno bylo 50 kusů.
SH-19A
Záchranná námořní verze vycházející z varianty H-19A, v roce 1962 získala nové označení HH-19A.
H-19B
Verze vycházející z varianty H-19A poháněná výkonnějším motorem Wright R-1300-3 o výkonu 522 kW, v roce 1962 přeznačená jako UH-19B. Vyrobeno bylo 264 kusů.
SH-19B
Záchranná námořní verze vycházející z varianty H-19B, v roce 1962 získala nové označení HH-19B.
H-19C
Verze vycházející z varianty H-19A určená pro americkou armádu, v roce 1962 získala nové označení UH-19C. Vyrobeno bylo 72 kusů.
H-19D
Verze vycházející z varianty H-19B určená pro americkou armádu, v roce 1962 získala nové označení UH-19D. Vyrobeno bylo 301 kusů.
HO4S-1
Verze vycházející z varianty H-19A určená pro americké námořnictvo. Vyrobeno bylo 10 kusů.
HO4S-2
Nerealizovaný projekt záchranné verze pro americkou pobřežní stráž.
HO4S-3
Verze pro americkou a kanadskou armádu s výkonnějšími motory Wright R-1300-3 o výkonu 522 kW. Ve Spojených státech byly vrtulníky v roce 1962 přeznačeny na název UH-19F. Vyrobeno bylo 79 kusů.
HO4S-3G
Verze vycházející z varianty HO4S-3 určená pro americkou pobřežní stráž, v roce 1962 získala nové označení HH-19G. Vyrobeno bylo 30 kusů.
HRS-1
Verze pro americkou námořní pěchotu určená k transportu osmi osob. Vyrobeno bylo 60 kusů.
HRS-2
Modernizovaná verze HRS-1. Vyrobeno bylo 101 kusů.
HRS-3
Verze vycházející z varianty HRS-2 vybavena motorem Wright R-1300-3 o výkonu 522 kW, v roce 1962 přeznačená jako CH-19E. Vyrobeno bylo 105 kusů, některé vznikly přestavbou verze HRS-2.
HRS-4
Nerealizovaný projekt s motorem Wright R-1820 o výkonu 764 kW.
UH-19A
Nově označená verze původní varianty H-19A.
HH-19A
Nově označená verze původní varianty SH-19A.
UH-19B
Nově označená verze původní varianty H-19B.
HH-19B
Nově označená verze původní varianty SH-19B.
CH-19E
Nově označená verze původní varianty HRS-3.
UH-19F
Nově označená verze původní varianty HO4S-3.
HH-19G
Nově označená verze původní varianty HO4S-3G.
S-55
Komerční verze vybavená motorem R-1340 o výkonu 472 kW.
S-55A
Komerční verze vybavená motorem R-1300-3 o výoku 596 kW.
S-55C
Verze S-55 vybavená motorem R-1340 o výkonu 472 kW.
S-55T
Verze v úpravě společnosti Aviation Specialties vybavená motorem Garrett AiResearch TPE-331-3U-303 o výkonu 485 kW a s vylepšeným vybavením.
S-55QT
Komerční verze určená pro vyhlídkové lety kolem Grand Canyonu.
OHA-S-55 Heli-Camper
Komerční verze.
OHA-S-55 Nite-Writer
Komerční verze.
OHA-S-55 Bearcat
Komerční verze pro zemědělské účely.
OHA-S-55 Heavy Lift
Komerční verze vybavená jeřábem.
QS-55 Aggressors
Komerční verze vycházející z varianty S-55 pro vyhledávání cílů.
OHA-AT-55 Defender
Komerční verze.
Whirlwind HAR21
Verze HRS-2 určená pro Royal Navy. Dodáno bylo 10 kusů.
Whirlwind HAS22
Verze HO4S-3 určená pro Royal Navy. Dodáno bylo 15 kusů.
Později vyráběné verze Westland Whirlwind byly vyráběné v licenční produkci.

## Uživatelé

### Vojenští uživatelé
| Argentina - Argentinské letectvo - Argentinské námořnictvo Belgie - Belgické letectvo Chile - Chilské letectvo Dánsko - Dánské královské letectvo Filipíny - Filipínské letectvo Francie - Francouzské vzdušné síly Guatemala - Guatemalské letectvo Haiti - Haitské letectvo Itálie - Italské vzdušné síly Izrael - Izraelské vzdušné síly | Japonsko - Japonské vzdušné síly sebeobrany - Japonské pozemní síly sebeobrany - Japonské námořní síly sebeobrany Jižní Vietnam - Vietnamské vzdušné síly Jugoslávie - Letectvo SFRJ Kanada - Royal Canadian Air Force - Kanadské královské námořnictvo Kongo - Konžské letectvo Kuba - Kubánské revoluční vojenské letectvo Nizozemsko - Nizozemské královské námořnictvo Norsko - Norské královské námořnictvo Pákistán - Pákistánské letectvo - Pákistánská armáda | Portugalsko - Portugalské letectvo Řecko - Řecké vojenské letectvo Spojené království - Royal Navy Spojené státy americké - Armáda Spojených států amerických - Letectvo Spojených států amerických - Námořní pěchota Spojených států amerických - Námořnictvo Spojených států amerických - Pobřežní stráž Spojených států amerických Španělsko - Španělské letectvo Thajsko - Thajské královské letectvo Turecko - Turecké letectvo Venezuela - Venezuelské letectvo |

## Specifikace (H-19)

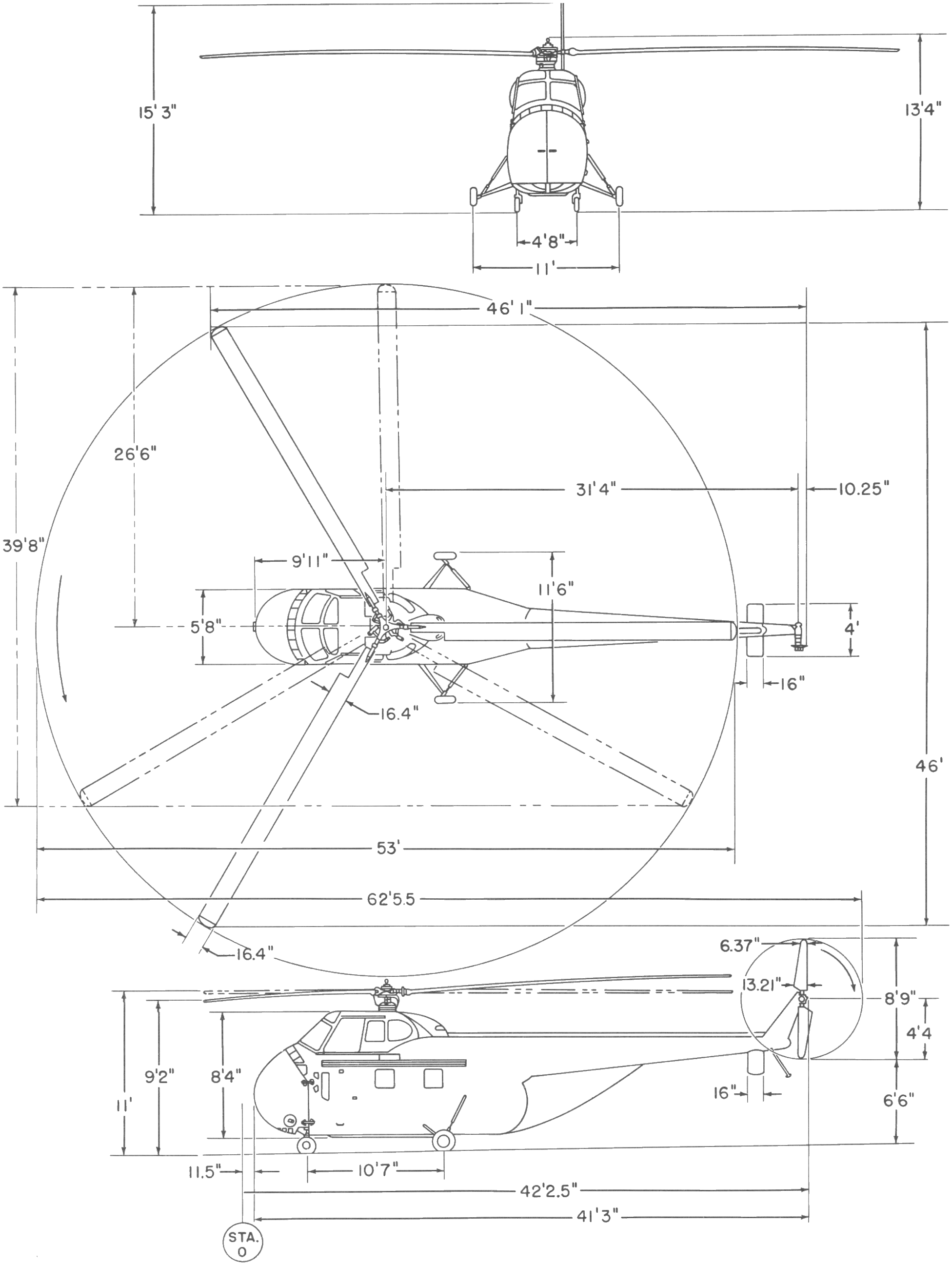
Třípohledový nákres H-19A

### Technické údaje
- Posádka: 2 piloti
- Užitečná zátěž: 12 osob
- Délka trupu: 19,10 m
- Výška trupu: 4,07 m
- Průměr nosného rotoru: 16,16 m
- Prázdná hmotnost: 2177 kg
- Maximální vzletová hmotnost: 3587 kg
- Pohonná jednotka: 1 × hvězdicový motor Pratt & Whitney R-1340-57 o výkonu 450 kW

### Výkony
- Maximální rychlost: 163 km/h
- Dynamický dostup: 3200 m
- Dolet: 652 km s tolerancí 25 km
- Stoupavost: 213 m/min